# Emődy József
Felsővásárdi Emődy József (Kisvicsáp, 1857. február 28. – Surányka, 1920. június 9.) gazdasági egyesületi elnök, földbirtokos, országgyűlési képviselő.

## Élete
Nagyapja Emődy János (1791-?) Nyitra vármegye alispánja és követe, apja Emődy Vince neves ügyvéd volt.
Iskoláit Nyitrán és Pozsonyban a főreáltanodában (főreáliskola), felsőbb tanulmányait pedig a zürichi és budapesti műegyetemeken végezte. A mérnöki kurzus befejeztével 1878-ban beiratkozott a Magyaróvári Magyar Királyi Gazdasági Akadémiára, ahol 1880-ban megszerezte a mezőgazdasági oklevelet.
1880-ban az országos filoxéra kísérleti állomás asszisztense lett, mely állásban azonban csak három hónapig maradt meg, miután a sopronmegyei gazdasági egyesület 1880-ban titkárává választotta. Emődy magyar és német nyelven szerkesztette az egyesület Gazdasági Értesítőjét, illetve 1884-ben Németországban járt tanulmányúton. Sopron város közgazdasági előadója is volt. 1884-ig maradt, amikor is Suránkán átvette atyjától annak suránkai birtokát.
A nyitramegyei gazdasági egyesület 1888-ban alelnökévé, majd 1897-ben Odescalchi Géza ellenében elnökévé választotta meg. Az Országos Magyar Gazdasági Egyesület közgazdasági szakosztályának alelnöke, igazgató-választmányi s a Magyar Gazdaszövetség választmányi tagja. A Hangya igazgatósági tagja, az Országos Központi Hitelszövetkezet választmányi tagja. Élénk részt vett a III. és IV. országos, valamint a millenniumi nemzetközi gazdakongresszusok szervezésében és működésében. A szövetkezeti mozgalmakban vett részt aktívan. Nyitra megye törvényhatósági és közigazgatási bizottságának is tagja.
1906-ban Veszelovszky Ferenc ellenében alkotmánypárti képviselőnek választották a szenici választókerületből. Az országgyűlésben a közgazdasági bizottság tagja volt.
Az első világháború alatt a bevonult Buday Barna helyére került tanácstagként az öttagú Kivándorlási Tanácsba, mely azonban érthető okokból nem fejtett ki különösebb tevékenységet. A Gazdák Biztosító Szövetkezetének igazgatósági tagja, és a Nyitravármegyei Gazdasági Egyesület elnöke volt. 1880-1884 között 
Suránykán volt úrilaka és mintagazdasága. Felesége beckói Blaskovich Gizella (Blaskovich Mór lánya) volt. Gyermekei Perczelné E. Erzsébet, Nagy Emilné E. Ilona, József, Miklós és Vince. A csehszlovák földreform során örököseitől az új állam elkobozta földjeiket, értéküknek csak 1/8-t kapták meg, ezáltal több mint 3 millió koronával károsították meg őket.

## Művei
Különböző lapokban (Hazánk, Az Ország) publikált.
- 1894 A fölvidék veszedelme.
- 1897-ben „Mit tegyünk? magyar agrárpolitika az igazi” czímű tanulmánya.
- 1908 Gróf Károlyi Sándor a magyar gazdák szervezkedő gyülekezetein. In: Tizenkét év a Magyar Gazda-szövetség életéből. 1896-1908. Budapest.
- Mit tegyünk?